# كابو سان لوكاس
كابو سان لوكاس (بالإسبانية: Cabo San Lucas)‏ وتدعى اختصاراً كابو وهي مدينة تقع جنوب شبه جزيرة باخا كاليفورنيا في شمال غرب المكسيك في ولاية باها كاليفورنيا سور وكابو سان لوكاس مع سان جوزيه ديل كابو تعرفان بلوس كوبوس وحسب إحصاء 2010 بلغ عدد سكانها 68,463 نسمة.

## المناخ
يظهر الجدول التالي التغييرات المناخية على مدار السنة لكابو سان لوكاس:
| البيانات المناخية لـكابو سان لوكاس      | البيانات المناخية لـكابو سان لوكاس | البيانات المناخية لـكابو سان لوكاس | البيانات المناخية لـكابو سان لوكاس | البيانات المناخية لـكابو سان لوكاس | البيانات المناخية لـكابو سان لوكاس | البيانات المناخية لـكابو سان لوكاس | البيانات المناخية لـكابو سان لوكاس | البيانات المناخية لـكابو سان لوكاس | البيانات المناخية لـكابو سان لوكاس | البيانات المناخية لـكابو سان لوكاس | البيانات المناخية لـكابو سان لوكاس | البيانات المناخية لـكابو سان لوكاس | البيانات المناخية لـكابو سان لوكاس |
| الشهر                                   | يناير                              | فبراير                             | مارس                               | أبريل                              | مايو                               | يونيو                              | يوليو                              | أغسطس                              | سبتمبر                             | أكتوبر                             | نوفمبر                             | ديسمبر                             | المعدل السنوي                      |
| --------------------------------------- | ---------------------------------- | ---------------------------------- | ---------------------------------- | ---------------------------------- | ---------------------------------- | ---------------------------------- | ---------------------------------- | ---------------------------------- | ---------------------------------- | ---------------------------------- | ---------------------------------- | ---------------------------------- | ---------------------------------- |
| الدرجة القصوى °م (°ف)                   | 36.0 (96.8)                        | 37.0 (98.6)                        | 37.0 (98.6)                        | 41.0 (105.8)                       | 40.0 (104.0)                       | 41.5 (106.7)                       | 41.0 (105.8)                       | 44.0 (111.2)                       | 44.0 (111.2)                       | 41.0 (105.8)                       | 38.0 (100.4)                       | 37.0 (98.6)                        | 44.0 (111.2)                       |
| متوسط درجة الحرارة الكبرى °م (°ف)       | 25.4 (77.7)                        | 25.9 (78.6)                        | 26.9 (80.4)                        | 29.0 (84.2)                        | 30.7 (87.3)                        | 31.7 (89.1)                        | 33.3 (91.9)                        | 33.7 (92.7)                        | 33.0 (91.4)                        | 32.1 (89.8)                        | 29.4 (84.9)                        | 26.8 (80.2)                        | 29.8 (85.6)                        |
| المتوسط اليومي °م (°ف)                  | 19.2 (66.6)                        | 19.3 (66.7)                        | 20.2 (68.4)                        | 22.2 (72.0)                        | 23.8 (74.8)                        | 25.3 (77.5)                        | 28.1 (82.6)                        | 29.0 (84.2)                        | 28.4 (83.1)                        | 26.7 (80.1)                        | 23.5 (74.3)                        | 20.6 (69.1)                        | 23.9 (75.0)                        |
| متوسط درجة الحرارة الصغرى °م (°ف)       | 13.0 (55.4)                        | 12.7 (54.9)                        | 13.5 (56.3)                        | 15.4 (59.7)                        | 17.0 (62.6)                        | 19.0 (66.2)                        | 22.8 (73.0)                        | 24.2 (75.6)                        | 23.9 (75.0)                        | 21.4 (70.5)                        | 17.5 (63.5)                        | 14.5 (58.1)                        | 17.9 (64.2)                        |
| أدنى درجة حرارة °م (°ف)                 | 4.5 (40.1)                         | 1.5 (34.7)                         | 1.0 (33.8)                         | 7.0 (44.6)                         | 6.5 (43.7)                         | 10.0 (50.0)                        | 10.0 (50.0)                        | 10.0 (50.0)                        | 10.0 (50.0)                        | 10.0 (50.0)                        | 1.0 (33.8)                         | 5.0 (41.0)                         | 1.0 (33.8)                         |
| الهطول مم (إنش)                         | 11.7 (0.46)                        | 3.4 (0.13)                         | 1.8 (0.07)                         | 1.3 (0.05)                         | 0.1 (0.00)                         | 0.0 (0.0)                          | 13.3 (0.52)                        | 48.5 (1.91)                        | 82.3 (3.24)                        | 32.2 (1.27)                        | 11.5 (0.45)                        | 14.5 (0.57)                        | 220.6 (8.69)                       |
| متوسط أيام هطول الأمطار (≥ 0.1 mm)      | 1.2                                | 0.4                                | 0.3                                | 0.1                                | 0.1                                | 0.0                                | 1.1                                | 2.9                                | 3.3                                | 1.6                                | 0.7                                | 1.0                                | 12.7                               |
| المصدر: Servicio Meteorologico Nacional |                                    |                                    |                                    |                                    |                                    |                                    |                                    |                                    |                                    |                                    |                                    |                                    |                                    |

## توأمة
لكابو سان لوكاس اتفاقيات توأمة مع:
- شاطئ نيوبورت